# Ménamba I
Ménamba I is een gemeente (commune) in de regio Sikasso in Mali. De gemeente telt 10.500 inwoners (2009).
De gemeente bestaat uit de volgende plaatsen:
- Bambélekono
- Darkan
- Diokouna
- Menamba I
- Menamba II
- Nièssoumana
- Sièla
- Sogoba
- Yacrissoum